# بعثة مراقبة الارض
بعثة رصد الأرض - (EO - 1) هو جزء من برنامج لألفية التابع لناسا الجديد (NMP)، لتطوير عدد من التقنيات والمركبات الفضائية والتحقق من صحتها مصممة لتطوير المراصد المصورة للارض في المستقبل والتي ستتطور في أداءها، وستنخفض تكلفتها ووزنها.
تقيس مراقبات الأراضي المتطورة تسعة موجات مختلفة في وقت واحد، بدلا من السبعة موجات التي يقيسها مراقب لاندسات 7. هذا يسمح بمزيد من المرونة في لون الصور. وتحسن آخر هو أنه بدلا من وجود مطياف التصوير التي يقوم بالمسح من جانب إلى آخر، مراقبات الأراضي المتطورة لديها مجموعة خطية من الطيف تفحص كل قطعة من الأرض الموازية لذلك الطيف. من أجل المقارنة بينهما، يتبع EO - 1 لاندسات 7 في مداره بدقيقة واحدة بالضبط. غيرها من التكنولوجيات الجديدة ما يلي:
- (هايبريون التصوير الطيفي تسجيل أكثر من 200 موجات)
- (مجموعة الاتصالات على مراحل الهوائي)
- كابلات الألياف البصرية للربط مع البيانات المسجل RAD6000s IBM اثنين؛
- نابض تفلون الدافع بالوقود
- ألواح شمسية مرنة وخفيفة الوزن
- مشعات حرارية لمراقبة الكربون المغلفة
- مطياف التصوير الخطية Etalon مزودة بجهاز تصحيح الغلاف الجوي الجديد.

كما تم استخدام EO - 1 لاختبار البرمجيات الجديدة، مثل تجربة (Sciencecraft) ذاتية الحكم. وهذا يسمح للمركبة الفضائية أن تقرر لنفسها أفضل طريقة لخلق الصورة المطلوبة. يقتصرعلى قائمة من الأولويات على مختلف أنواع الصور وتنبؤات الغيوم التي قدمتها (NOAA).
وكان من المتوقع أن يعمل لمدة اثني عشر شهرا وصممت لتعمل لمدة ثمانية عشر شهرا. وقد تم تجاوز هذه التوقعات كثيرًا. تمت المناورات الصغيرة بنجاح لتجنب الحطام، ولكن لم يمكن تنفيذ حرقات ذات مدة طويلة لصيانة المدار بسبب نقص الوقود.
وقد تم إلغاء تنشيط EO-1 في 30 مارس 2017. وفي وقت التعطيل كان من المقدر أن يظل القمر الصناعي في مداره حتى عام 2056، عندما قدر أنه سيحترق في الغلاف الجوي للأرض.